# Cefisia
Cefisia (in greco antico: Κηφισία?, Kephisía) era un demo dell'Attica distante circa 14,5 km da Atene, che si trova a sud-ovest, situato ad ovest del Monte Pentelico (che lo separa dal demo di Maratona) e quasi di fronte al demo di Acarne.

## Storia
Strabone, citando Filocoro, afferma che Cefisia era una delle dodici città fondate in Attica dal mitico re di Atene Cecrope  e che in seguito Teseo aveva unito nella città di Atene. Era la località di soggiorno estivo preferita da Erode Attico, che vi costruì palazzi, giardini e statue.
Già nell'antichità vi si trovavano boschi e sorgenti; nell'Ottocento vari viaggiatori affermano di aver trovato a Kifisià, località presso la quale sembrerebbe collocato questo demo, una fontana dalle limpide acque e boschetti ombreggiati; molti ateniesi all'epoca vi andavano in villeggiatura durante l'estate.
Nel 2001 Kifisià contava 66 484 abitanti.